# Yasuhiro Hashizume
Yasuhiro Hashizume (橋詰泰裕?, Hashizume Yasuhiro; 1975) è un ex giocatore di football americano giapponese che ha giocato come tight end.

## Palmarès
- 1 Mondiale (2003)